# رنگ‌دار
رنگ‌دار (به ترکی آذربایجانی: Rəngdar) یک منطقه مسکونی در جمهوری آذربایجان است که در شهرستان قوبا واقع شده است. رنگ‌دار ۱۱۶ نفر جمعیت دارد.

## ریشه واژه
رنگ‌دار در واقع از دو واژه تاتی رنگینه به‌معنای رنگی و داهار به‌معنی سنگ تشکیل شده است و معنای کلی آن به‌صورت سنگ یا سنگ‌های رنگی است.